# Mahmudabad-e Jek Dang
Mahmudabad-e Jek Dang (perski: محموداباديك دانگ) – miejscowość w południowym Iranie, w ostanie Fars. W 2006 roku miejscowość liczyła 507 osób w 126 rodzinach.